# Kabupaten de Sorong du Sud
Le kabupaten de Sorong du Sud (en indonésien : Kabupaten Sorong Selatan), est une subdivision administrative de la province de Papouasie du Sud-Ouest en Indonésie. Son chef-lieu est Teminabuan.

## Géographie
Le kabupaten s'étend sur 7 789,92 km2 dans le sud de la province, sur la péninsule de Doberai et est bordé par la mer de Seram à l'ouest et le golfe de Berau au sud. Il comprend 17 districts et 121 villages.

## Histoire
Le kabupaten est créé le 12 avril 2003 au sein de la province de Papouasie occidentale avant de rejoindre celle de Papouasie du Sud-Ouest quand elle est instituée le 9 décembre 2022.

## Démographie
En 2020, la population s'élevait à 54 312 habitants.